# Daniel Wnukowski
Daniel Wnukowski, né à Windsor (Ontario, Canada) le 15 juillet 1981, est un pianiste canadien d'origine polonaise.

## Biographie
Daniel Wnukowski a étudié à l'Académie Chopin de Varsovie en Pologne, dans la classe de Piotr Paleczny et ensuite au Conservatoire de Peabody à Baltimore dans l'État du Maryland avec Leon Fleisher.
Il s'est produit en Europe et en Amérique du nord dans les salles les plus prestigieuses, telles que la Salle Philharmonique Nationale de Varsovie, le Concertgebouw d'Amsterdam, Stadt Casino de Bâle et la Salle Pleyel à Paris.
Il joue également dans des formations de chambre et il est régulièrement invité à participer à de nombreux festivals.